# Лёф, Андерс
А́ндерс Би́ргер «Лёвет» Лёф (швед. Anders Birger «Lövet» Lööf; род. 11 мая 1961) — шведский кёрлингист
В составе мужской сборной команды Швеции участник двух чемпионатов мира (в 1994 серебряные и в 1989 бронзовые призёры).
Играл на позициях второго и третьего.
В 2002 введён в Зал славы шведского кёрлинга (швед. Stora Curlare).

## Достижения
- Чемпионат мира по кёрлингу среди мужчин: серебро (1994), бронза (1989)
- Чемпионат Швеции по кёрлингу среди ветеранов: золото (2003), бронза (2014, 2016).

## Команды
| Сезон   | Четвёртый       | Третий          | Второй          | Первый          | Запасной         | Турниры            |
| ------- | --------------- | --------------- | --------------- | --------------- | ---------------- | ------------------ |
| 1988—89 | Томас Норгрен   | Ян-Улов Нессен  | Андерс Лёф      | Микаэль Юнгберг | Петер Седервалль | ЧМ 1989            |
| 1993—94 | Ян-Улов Нессен  | Андерс Лёф      | Микаэль Юнгберг | Лейф Сеттер     | Эрьян Юнссон     | ЧМ 1994            |
| 1997—98 | Martin Mattsson | Андерс Лёф      | Лейф Сеттер     | Микаэль Юнгберг |                  |                    |
| 2001—02 | Bosse Sjölund   | Jan Wallin      | Андерс Лёф      | Эрьян Юнссон    |                  |                    |
| 2002—03 | Ян-Улов Нессен  | Андерс Лёф      | Микаэль Юнгберг | Лейф Сеттер     |                  | ЧШВ 2003           |
| 2008—09 | Ян-Улов Нессен  | Андерс Лёф      | Микаэль Юнгберг | Лейф Сеттер     |                  |                    |
| 2012—13 | Ян-Улов Нессен  | Андерс Лёф      | Микаэль Юнгберг | Лейф Сеттер     |                  | ЧШВ 2013 (5 место) |
| 2013—14 | Ян-Улов Нессен  | Андерс Лёф      | Микаэль Юнгберг | Лейф Сеттер     |                  | ЧШВ 2014           |
| 2015—16 | Томми Олин      | Микаэль Юнгберг | Андерс Лёф      | Пер Карлсен     | Dan Carlsén      | ЧШВ 2016           |

(скипы выделены полужирным шрифтом)

## Частная жизнь
Его сестра — кёрлингистка Анника Лёф, чемпионка мира среди женщин.